# Fiskeøjeobjektiv
Et fiskeøjeobjektiv er et objektiv som anvendes når der er brug for ekstrem vidvinkel.  Det er kendetegnet ved at gengive rette linjer i kanten som krumme som når man ser et spejlbillede i en glaskugle. Effekten kendes også fra "dørspioner".
En del fiskeøjeobjektiver giver et fuldt billede (rektangulær fiskeøje), men ved de korteste brændvidder får man et rundt billede som ikke udfylder hele billedearealet (cirkulær fiskeøje).
Det kan give interessante billeder, men anvendeligheden er alligevel begrænset på grund af den kraftige fortegning. Ved efterfølgende billedbehandling kan man dog foretage transformationer som ændrer billedet til almindelig retlinet gengivelse.